# 阿洛韋鎮區 (新澤西州)
阿洛韋鎮區（英語：Alloway Township）是位於美國新澤西州塞勒姆縣的一個鎮區。

## 地方資料
阿洛韋鎮區的面積為87.84平方千米，當中陸地面積為86.70平方千米，而水域面積為1.13平方千米。根據2020年美國人口普查的數據，當地共有人口3283人，而人口密度為每平方千米37.37人。